# Ukrainian Philatelist
«Ukrainian Philatelist» (укр. «Український Філателіст» — «Украи́нский филатели́ст») — филателистический журнал, издающийся в США, орган Союза украинских филателистов и нумизматов. Выходит с 1951 года. Служит главной исторической летописью украинской филателии и нумизматики.

## Описание
Издается на английском языке, но статьи публикуются как на английском, так и на украинском языке.
Журнал главным образом печатает исследовательские статьи, посвящённые истории почты на Украине, выпускам почтовых марок, карточек, конвертов различных украинских эмитентов на территории современной Украины, а также текущие новостные филателистические заметки. В журнале помещаются также материалы по украинской нумизматике.
Содержание номеров журнала с 82-го (весна 2000) по 99-й (весна 2008) приводится на веб-странице издания.
Цена одного экземпляра — $8. Годовая подписка, включающая годовой членский взнос Союза украинских филателистов и нумизматов и два выпуска журнала, составляет $28.

## История
Впервые стал публиковаться в 1951 году в качестве органа Союза украинских филателистов (Society of Ukrainian Philatelists) и до 1961 года выходил под названием «Philatelist» («Філателіст» — «Филателист»), до 1962 — «Philatelic News» («Філателістичні Вісті» — «Филателистические вести»). С 1963 года стал выпускаться под своим нынешним названием «Украинский филателист». После переименования общества-издателя в 1972 году является органом Союза украинских филателистов и нумизматов.
К 1980 году вышло 44 номера журнала, к 1990 — 58. По состоянию на весну 2008 года, опубликовано 99 номеров.
В 1996 году отдельным сдвоенным выпуском (77/78) был издан библиографический указатель статей журнала за 1951—1996 годы, составителем которого был Ингерт Кузич — редактор журнала на тот момент.

## Периодичность
До 1955 года журнал издавался с периодичностью один раз в два месяца. С 1955 по 1961 год выходил нерегулярно, в 1962 году — один раз в квартал, с 1963 года — один раз в год.
По состоянию на январь 2009 года, выпускается два раза в год — весной и осенью. Однако последний указанный на веб-сайте Союза номер (99-й) относится к весне 2008 года.

## Редакторы и редакционная коллегия
Главными редакторами журнала в ранние годы были:
- Евгений Котик (1951—1961; Eugene Kotyk),
- Иван Свит (1961—1972; Ivan Svit),
- Л. Попович,
- Ю. Слюсарчук (1972—1975; G. Slusarczuk),
- С. Кикта (1975—1976; S. Kikta),
- Я. Ткачук (1976—1985; J. Tkachuk),
- Ингерт Кузич (1985—1996; Игорь Кузич-Березовский, Ingert (Ihor) J. Kuzych-Berezovsky)
- Г. Федык (George D. Fedyk) и др.

В 2008 году был назначен следующий состав редакции:
- редактор — Джон Робертс (John C. Roberts);
- украинский редактор — А. Малыцкий (A. Malycky);
- заместители редактора — И. Кузич, Г. Федык и В. Забияка (Val Zabijaka).

Как правило, редакторы журнала и члены его редколлегии занимают также выборные должности в руководстве Союза.